# Ampelvinda
Ampelvinda (Convolvulus sabatius) är en vindeväxtart som beskrevs av Domenico Viviani. Ampelvinda ingår i släktet vindor, och familjen vindeväxter. Arten har ej påträffats i Sverige.

## Underarter
Arten delas in i följande underarter:
- C. s. mauritanicus
- C. s. sabatius

## Bildgalleri

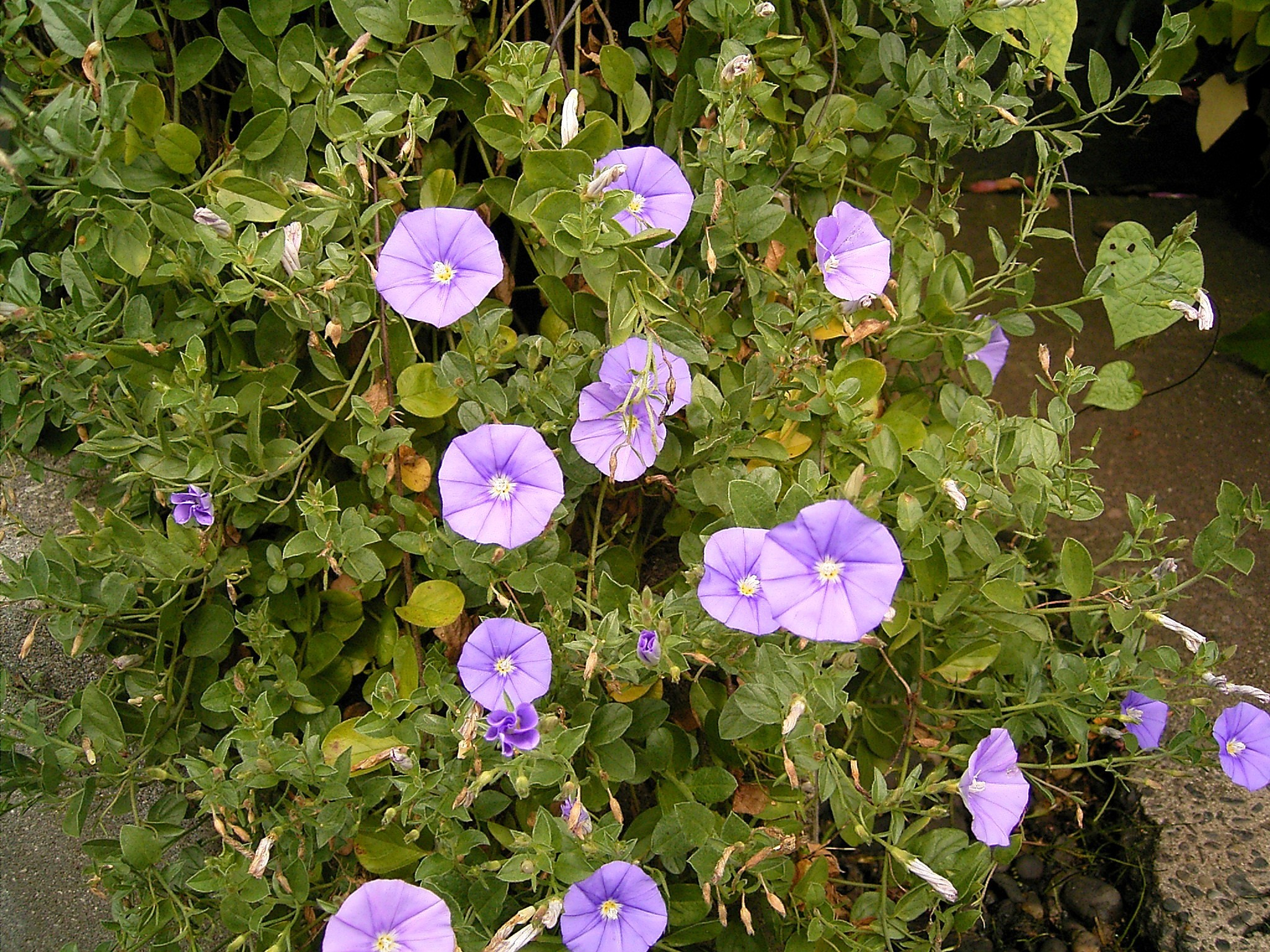
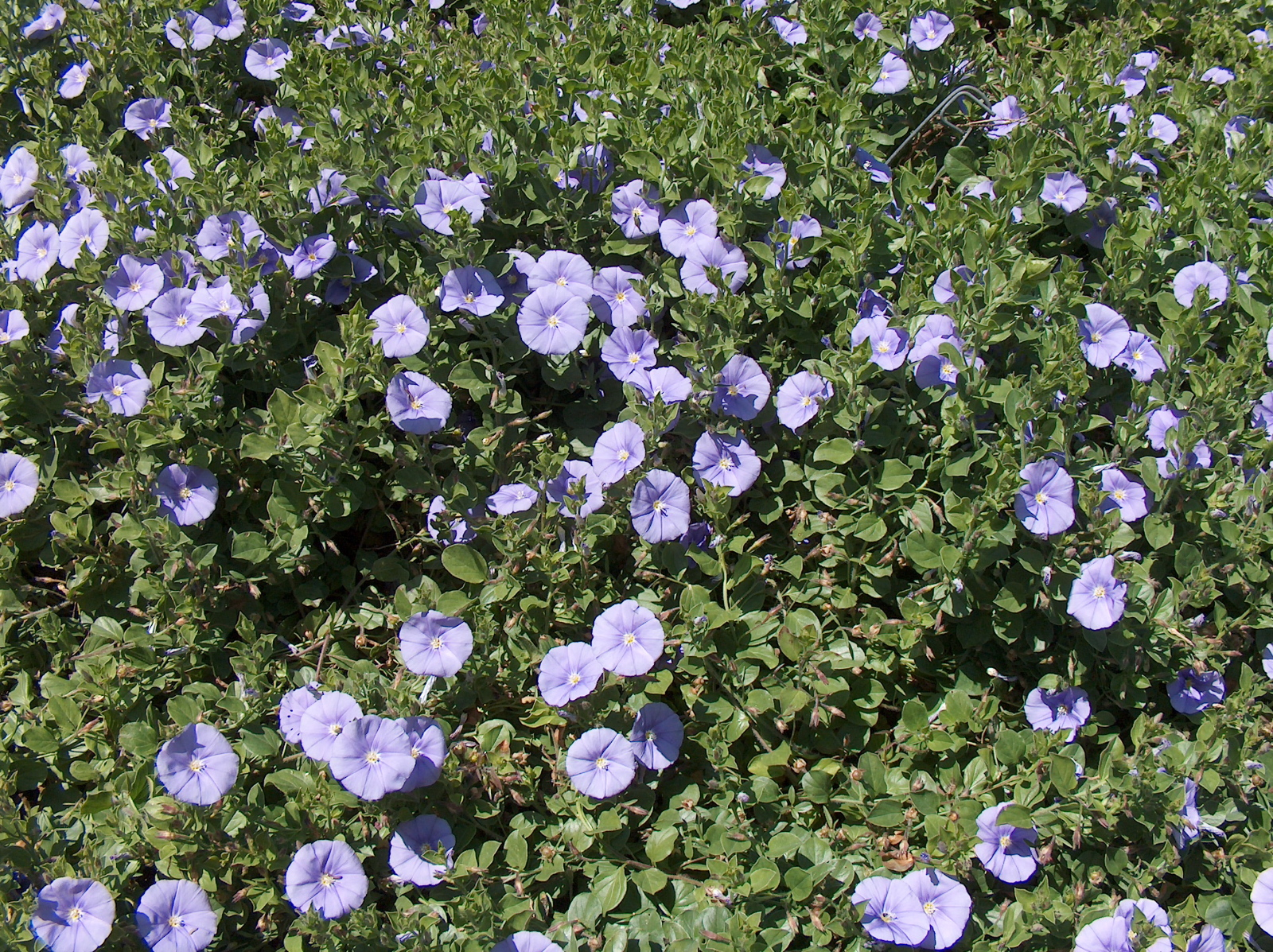
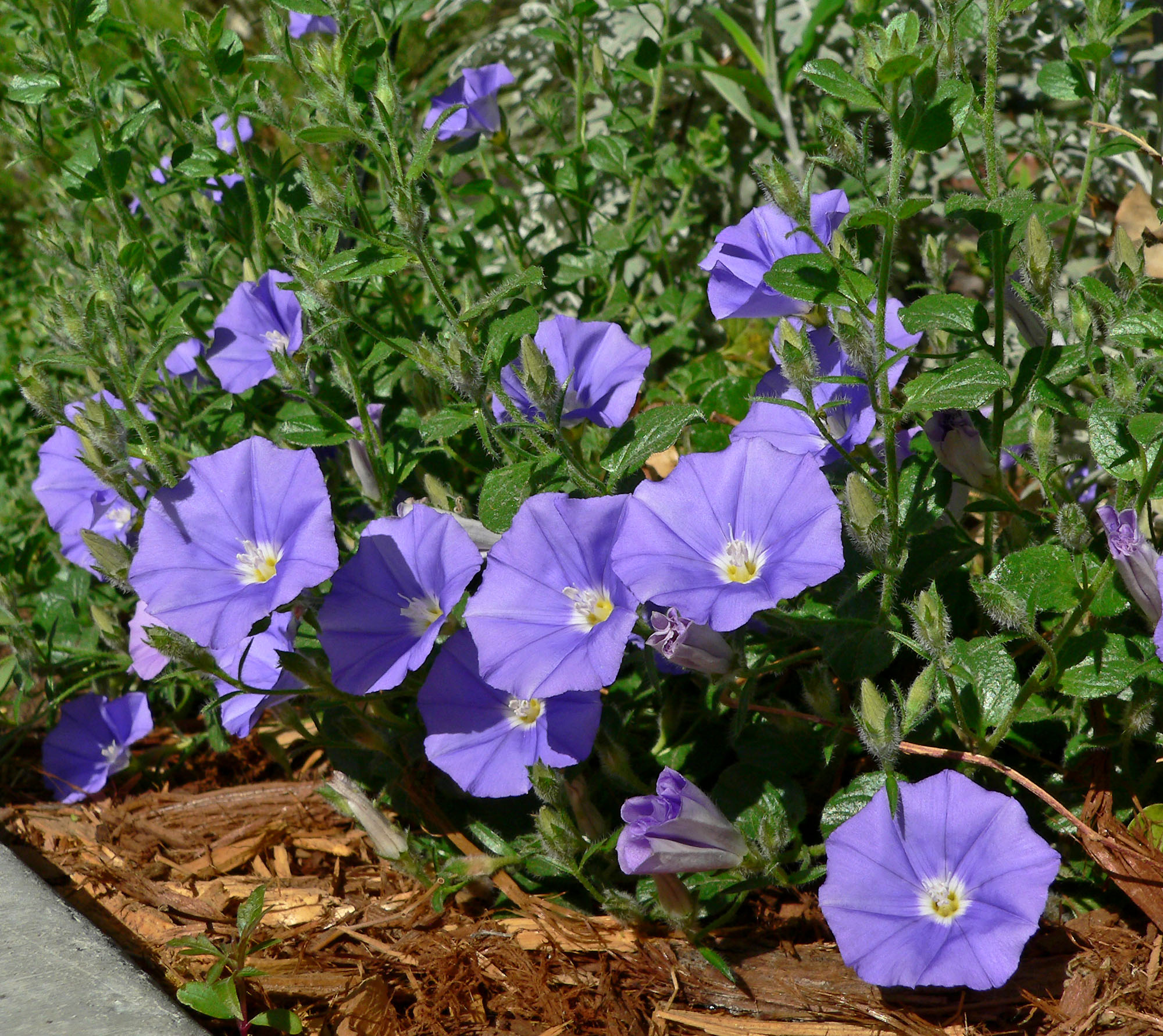
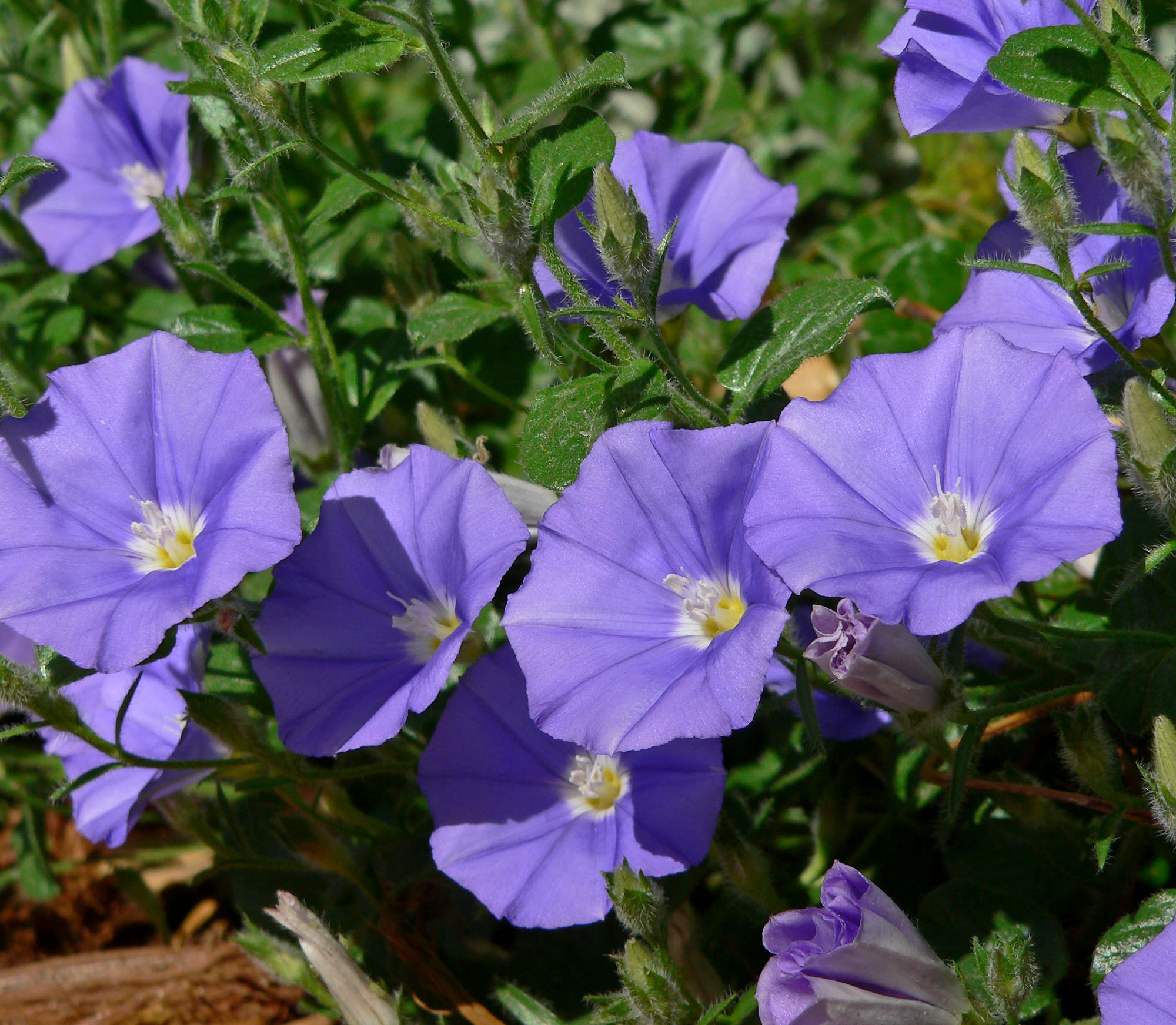
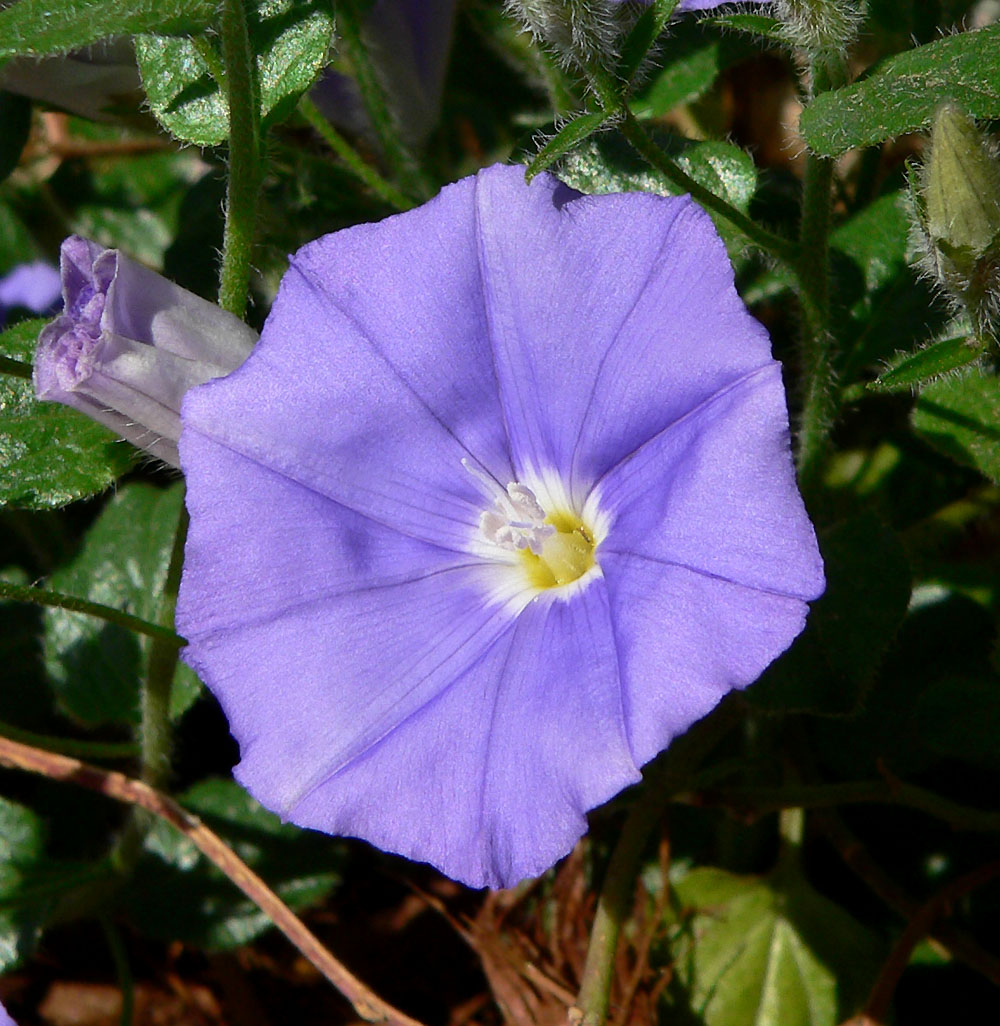
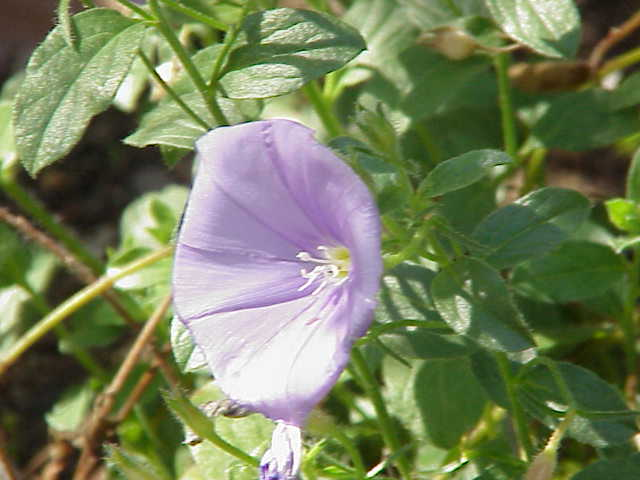